# Trichodezia latifasciaria
Trichodezia latifasciaria är en fjärilsart som beskrevs av Matsumura 1925. Trichodezia latifasciaria ingår i släktet Trichodezia och familjen mätare. Inga underarter finns listade i Catalogue of Life.